# إدموند أوتيس هوفي (جيولوجي)
إدموند أوتيس هوفي (بالإنجليزية: Edmund Otis Hovey) هو جيولوجي أمريكي، ولد في 15 سبتمبر 1862 في نيو هيفن في الولايات المتحدة، وتوفي في 27 سبتمبر 1924.